# Numa Lavanchy
Numa Lavanchy (Morges, Vaud kanton, 1993. augusztus 25. –) svájci korosztályos válogatott labdarúgó, a Sion középpályása.

## Pályafutása
2010–2016 között a Lausanne-Sport labdarúgója volt. 2015-ben kölcsönben az FC Le Mont csapatában szerepelt. 2016–2019 között a Grasshopper, 2019–2022 között az FC Lugano játékosa volt. 2022 óta az FC Sion labdarúgója.

## Sikerei, díjai
Lausanne-Sport
- Svájci bajnokság – másodosztály (Challenge League)
  - bajnok (2): 2010–11, 2015–16

 FC Lugano
- Svájci kupa
  - győztes: 2022

 FC Sion
- Svájci bajnokság – másodosztály (Challenge League)
  - bajnok: 2023–24